# Gerasdorf bei Wien
Gerasdorf bei Wien è un comune austriaco di 10 782 abitanti nel distretto di Korneuburg, in Bassa Austria; ha lo status di città (Stadtgemeinde). Tra il 1938 e il 1954 era accorpato alla città di Vienna e nel 1972 ha inglobato il comune soppresso di Seyring.